# Грга Јанкес
Грга Јанкес (Иванска, код Бјеловара, 12. март 1906 — Београд, 11. новембар 1974) био је учесник Шпанског грађанског рата и Народноослободилачке борбе, друштвено-политички радник СФРЈ и народни херој Југославије.

## Биографија
Рођен је 12. марта 1906. године у селу Иванска, код Бјеловара. Потиче из сиромашне породице. После завршене основне школе, изучио је обућарски занат и радио је у Врховинама, Пакрацу, Огулину, Ваљеву, Београду, Зајечару и другим местима.
Био је активан у синдикалном покрету, и већ у раним годинама пао је у очи полицији која га је држала под присмотром. Због тога, као и због тешких услова рада, често је морао да мења газде и место боравка. У Зајечару је био биран за секретара Месног синдикалног већа; с том функцијом је постао и члан СКОЈ-а, а убрзо и члан Комунистичке партије Југославије, 1927. године. Тада су његове обавезе у радничком покрету постале све веће. У Зајечару је организовао радничко културно-уметничко друштво „Абрашевић“ и раднички спортски клуб „Млади радник“, који су служили за окупљање и активности радничке омладине.
Међу већим радничким акцијама, у чијем је организовању учествовао, била је и прослава 1. маја 1927. године, када су зајечарски радници први пут потпуно обуставили рад. Исте године Грга је постао и секретар Месног комитета КПЈ у Зајечару. Тада су услови за његов револуционарни рад у Зајечару постали све тежи. Сваког дана је очекивао да га полиција ухапси.
Године 1928, вратио се у Загреб и одмах се укључио у активност Партије и синдиката. Био је изабран у Градски комитет СКОЈ-а, а убрзо и у Покрајински комитет СКОЈ-а за Хрватску. У исто време радио је у редакцији „Младог бољшевика“, који је, као орган скојевске организације, излазио у Загребу. Објавио је многе текстове у овом листу, организовао штампање и растурање. Радећи на том послу, у једној од рација које је полиција често организовала у време шестојануарске диктатуре, 1929. године, је ухапшен с примерцима „Младог бољшевика“ и лецима који су били припремљени за растурање.
Иако је у полицији био изложен мучењу, ништа није признао. Потом је, после годину дана проведених у истражном затвору, изведен пред Државни суд за заштиту државе, који га је осудио на шестогодишњу робију. Казну је издржавао у затворима у Сремској Митровици и Лепоглави. На робији је, заједно с осталим осуђеним комунистима, организовао „Црвени комунистички универзитет“, на којем је учио и стицао нова знања из марксизма и комунизма. Учествовао је у штрајковима глађу и другим акцијама које су организовали комунисти у затворима у Сремској Митровици и Лепоглави.
Кад је изашао из затвора, власти су га интернирале у родно место. Отуда је, 1936. године отишао у Ниш, где је наставио револуционарну активност. Изабран је у Обласни комитет КПЈ у Нишу, али му је полиција ушла у траг, и ухапсила га. Док су га спроводили из Ниша у Београд, успео је да искочи из воза у покрету, и побегне. Извесно време је живео у Параћину, а одатле је отишао у Крагујевац, где су га изабрали за секретара Обласног комитета КПЈ.

### Шпански грађански рат
Када је 1937. године, дошло до велике полицијске провале у крагујевачку партијску организацију, у којој је ухапшен велики број активиста и руководилаца Партије у Србији, Грга је успео да побегне полицији и да, као илегалац, оде у Загреб. Одатле се илегално пребацио у Аустрију, а затим у Француску. После четвopомесечног боравка у Паризу, поседујући лажни пасош, као чешки грађанин, с групом југословенских добровољаца прешао је Пиринеје и прикључио се борцима Интернационалних бригада у Шпанији, октобра 1937. године.

### Народноослободилачка борба
Када је Шпанска републиканска армија, доживела пораз, Грга се, с осталим борцима Интернационалних бригада, прешао је из Шпаније у Француску. Тамо се налазио у концентрационом логору, у којем је остао до 1941. године. Уз огромне напоре и ризик успео је да се, преко окупиране Европе, пробије до Југославије, у којој је тада већ отпочео устанак против окупатора. У окупирани Загреб је дошао септембра 1941. године. Одмах је ступио у везу с Централним комитетом Комунистичке партије Хрватске, који га је укључио у акције организовања устанка. Учествовао је у организовању Бјеловарског, Калничког, Мославачког и Билогорског партизанског одреда.
Јануара 1942. године, жандарми су му поставили заседу и ухапсили га. Док су га спроводили, пред самом опшинском зградом, докопао је од стражара карабин, којим је убио тројицу спроводника и успео да побегне. Потом је извесно време радио у Повереништву ЦК КП Хрватске у Загребу, одакле је одржавао везу с партијским руководством на неослобођеној територији. Упућен је, затим, на ослобођену територију, где му је поверена дужност команданта Треће (славонске) оперативне зоне Главног штаба НОВ и ПО Хрватске.
У једном сукобу с непријатељем, тешко је рањен, па је упућен на лечење у партизанску болницу у Италији, 1944. године. Отуда је дошао у Врховни штаб НОВ и ПОЈ на острво Вис, а затим, у јесен 1944. године, у Београд, где је учествовао у формирању народне власти и организовању привредног живота у главном граду.

### Послератна каријера
После ослобођења, вршио је одговорне дужности у друштвеном и политичком животу НР Хрватске и ФНР Југославије. Био је председник Синдикалног већа Београда и секретар Централног одбора Савеза синдиката Југославије. На Шестом конгресу КПЈ изабран је за секретара Централне ревизионе комисије ЦК СКЈ. Био је посланик Савезне скупштине и члан Председништва Централног већа Савеза синдиката Југослевије.
Године 1960. објавио је књигу Записи илегалаца. 
Умро је 11. новембра 1974. у Београду. Сахрањен је у Алеји заслужних грађана на београдском Новом гробљу.
Носилац је Партизанске споменице 1941. и других страних и југословенских одликовања. Орденом народног хероја одликован је 24. јула 1953. године.